# 保罗·塔利亚布
保罗·约翰·塔利亚布（英語：Paul John Tagliabue，1940年11月24日—）原美国国家橄榄球联盟总裁，他于1989年结果负责人一职，后于2006年8月8日由罗杰·古德尔继任。此前，他成为国家橄榄球联盟担任律师。塔利亚布现在是美国乔治城大学董事会主席。

## 外部連結
- Official Site of the NFL（页面存档备份，存于）
- "Q&A with former NFL commissioner Paul Tagliabue"[永久]